# 아케로소돈토사우루스

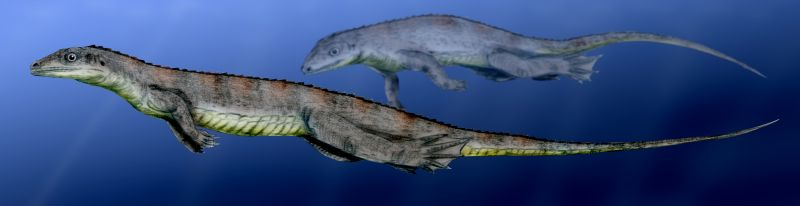

아케로소돈토사우루스(학명:Acerosodontosaurus piveteaui)는 도마뱀아목에 탕가사우루스과에 속하는 도마뱀이다. 지금은 멸종된 도마뱀으로 몸길이가 4~6m인 거대한 도마뱀에 속한다.

## 특징
아케로소돈토사우루스는 주둥이의 끝부분과 윗부분은 거의 보존되지 않았지만 다른 두개골의 대부분은 알려져 있다. 궤적(눈구멍)은 크고, 두개골은 뒤보다 눈 앞에 더 길었다. 각 궤도의 하단 가장자리는 이빨을 가진 맥시관 뼈의 동일한 길쭉한 뒷가지 위에 있는 긴 앞가지에 의해 형성되었다. 두개골은 앞쪽 뼈와 앞쪽 뼈의 폭과 곡률로 볼 때 대부분의 다른 "젊은이 유니폼"보다 다소 넓었다. 그럼에도 불구하고 호바사우루스의 그것과 비례적으로 비슷했다. 두개골의 총 길이는 약 55 밀리미터(2.2 인치)로 추정되었다. 맨디블(아래턱)은 길고 가늘었다. 관절뼈에 의해 형성된 하악골의 뒷부분에는 턱관절을 형성하기 위해 두개골의 4중골과 연결되는 면이 있다. 하악골의 4중과 그에 상응하는 면은 모두 매우 크고 튼튼하게 만들어져 있다. 아케로소돈토사우루스의 수많은 이빨은 원뿔형이고 날카롭게 뾰족하며 다소 재발한다. 그것들은 두개골의 앞쪽으로 약간 더 길지만 그 외의 다른 것들은 두개골과 턱 전체에 걸쳐 크기와 모양이 비슷하며 가솔린코사우루스와 같은 초기 디옵시드의 상태와는 대조적이다. 커리(1980년)는 보존된 치아와 빈 치아의 소켓 둘 다를 근거로 맥실라에는 37개의 치아가 있고, 하악의 보존된 부분에 32개가 있다고 추정했다. 같은 기준이지만 서로 다른 라텍스 깁스를 사용해 비켈만, 뮬러, & 레이즈(2009)는 각각 36과 34를 추정했다. 턱의 앞쪽 반쪽이 보존되지 않았기 때문에 하악골은 이러한 추정치보다 훨씬 더 많은 치아를 가지고 있었을 것이다. 아케로소돈토사우루스는 "니들토스 도마뱀"이라는 뜻으로 바늘처럼 생긴 이빨의 수가 많고 모양과 풍족함에서 다른 "젊은이들"의 이빨과 다르다는 것을 의미한다. 아케로소돈토사우루스는 디옵시드로서, 두개골의 양쪽에, 눈 뒤에, 시간적인 페네스트레이라고 알려진 두 개의 구멍을 가지고 있었다. 그러나 하행 시간적 페네스트라는 아래로부터 완전히 포위된 것은 아니었다. 가솔라코사우루스, 영이나와 같은 대부분의 초기 디옵시드에서는, 하측 측두 페네스트라의 하단 가장자리는 조갈의 뒷가지와 사두근골의 앞가지로 구성된 뼈대가 형성되어 있다. 그러나 아케로소돈토사우루스는 지갈의 짧은 뒷부분을 가지고 있고 완전히 4엽주갈을 놓쳐, 하엽 측두엽 페네스트라를 불완전하게 감싸고 있다. 많은 나중의 디옵시드들도 불완전한 시간적 페네스트라를 가지고 있지만, 그러한 특성을 가진 유일한 "젊은이"는 호바사우루스이다. 보존된 해골은 주둥이의 끝에서 꼬리 밑부분까지 길이가 약 30cm(12인치)이었다. 꼬리는 알 수 없지만, 커리(1980년)는 주둥이부터 꼬리끝까지 동물의 총 길이가 60~70cm(24~28인치)가 됐을 것으로 추정했다. 몸은 넓고 팔다리는 중간 길이였다. 아케로소돈토사우루스는 진정한 현대 도마뱀과는 전혀 무관하지만 전체적인 인상은 중간 크기의 도마뱀이었다. 꼬리는 알 수 없지만, 아케로소돈토사우루스의 가까운 친척으로 여겨져 온 호바사우루스와 비슷한 지느러미 모양의 구조를 가지고 있었을 수도 있다. 적어도 21개의 척추뼈가 존재했다. 모두 목, 등, 엉덩이로부터 꼬리가 없다. 경추(목) 척추뼈는 등뼈(등) 척추뼈보다 센트라(주요 성분)가 짧았다. 각 척추의 왼쪽과 오른쪽 양쪽에 작은 구덩이(중앙하부 포아멘)가 있었다. 등뼈 척추의 신경 가시(돌기 과정)는 호바사우루스의 키만큼 크지는 않지만 대부분의 '젊은이 제복'에 비해 특징적으로 키가 크고 직사각형이다. 센트라는 최대 길이에 있고 신경 가시는 엉덩이 바로 앞에 있는 척추뼈에서 최대 높이에 있다. 가로 공정(요람 면)은 상당히 짧았다. 많은 갈비뼈가 불완전하지만 대부분 완성이 된 갈비뼈는 길고 구부러져 있어 아케로소돈토사우루스가 다소 몸이 넓은 동물이었음을 알 수 있다. 대부분의 초기 디옵시드와 마찬가지로 중간중간이라고 알려진 작은 쐐기 모양의 뼈들이 척추뼈 사이의 틈을 메운다. 수많은 작고 가느다란 위염(늑골뼈)도 함께 있었다. 아케로소돈토사우루스의 앞부분은 신체의 가장 많은 진단 부위 중 하나이다. 가슴 거들 중에서 유일하게 보존된 부분은 가늘고 약간 구부러진 뼈와 끝이 가늘다. 이것은 거의 모든 diapsids에 없는 골격인 구개골일 가능성이 높다. 클라이트럼을 확실히 유지하는 것으로 알려진 유일한 다른 네오디옵시드는 호바사우루스다. 상완골(전완골)은 불완전하지만 엔테피콘다일과 그에 상응하는 포아멘은 오히려 잘 발달되어 있다. 반면에 카피툴럼과 트로클레아는 분화가 잘 되지 않는다. 반지름은 꼬이고 구부러져 있는데, 초리스토데르 샹사우루스의 그것과 유달리 유사하다. 얼나는 모래시계 모양의 직선으로 반지름보다 약간 길다. 지상 디옵시드와는 달리 울나의 올레크라논 공정이 부재했다. 반지름과 척골 모두 손목 근처에서는 아첨하고 팔꿈치 근처에서는 더 막혔다. 아케로소돈토사우루스는 다른 초기 디옵시드와 마찬가지로 11개의 수족(틀린) 뼈를 가지고 있었다. 모든 수족이 잘 분리되어 있다. 대부분은 호바사우루스의 뼈와 크기가 비슷하지만 아케로소돈토사우루스에서는 훨씬 작은 방사상과 원위수목 I사이의 뼈인 내중원을 제외한다. 첫 번째 메타카르팔(엄지와 연결되는 손뼈)은 작고 튼실하며, 두 번째, 세 번째, 네 번째(인덱스, 중간, 약지 손가락에 연결하는 손뼈)는 점차 길다. 이는 네 번째 메타카르팔이 세 번째 메타카르팔보다 상당히 긴 대부분의 다른 "젊은이 유니폼"과 대비된다. 호바사우루스도 예외지만, 아케로스오돈토사우루스조차 메타카르팔이 그만큼 짧지 않다는 점에서 그 속과 다르다. 다섯 번째 메타카르팔(작은 손가락과 연결)은 첫 번째 메타카르팔처럼 짧지만, 더 '핀치'한 외모를 가지고 있다. 일부 팔랑어(손가락 뼈)는 오버라인 두개골에 가려져 있지만, 보이는 것은 짧고 날카롭고 굽은 발톱이 있다. 장골(엉덩이의 위쪽 칼날)은 겉으로 보기에는 약간 두꺼워 보이지만 호바사우루스나 다른 파충류들과 상당히 비슷하다. 뻐드렁이(고관절의 앞날)는 뼈대가 굵게 만들어져 안쪽으로 강하게 휘어져 있다. 그 결과 엉덩이가 상당히 넓어졌을 것이다. 각 주둥이의 바깥 표면은 대각선 방향으로 큰 덩어리(노브 또는 능선 모양의 성장)를 가지고 있다. 접시처럼 생긴 이끼움(고관절의 후면 블레이드)은 불완전하여 처음에는 간과되었다. 대퇴골(근골)은 길고 곡선이 있으며 견갑골(신골)은 무릎 부근에만 보존되어 있어 형태를 파악하기 어렵다. 발뼈는 보존되지 않는다. 몇몇 골격 형상은 아케로소돈토사우루스가 수생했다는 가설을 뒷받침한다. 울라의 올레크라논 과정은 (혹은 뼈로 발달하지 않은) 부재했는데 이는 수생 노토룡, 익룡, 탈라토사우루스 같은 육상 파충류와는 공통적인 특징이지만 그러나 타데오사우루스 같은 육상 파충류와는 대조적이다. 더구나 반경이 꼬여(수생 샹조룡과 유사하게), 손목은 '완화(relaxed)' 구조로, 수족(wrist 뼛조각)이 촘촘히 연결되지 않고 틈새로 분리되어 있다. 분류학적으로 보면 아케로소돈토사우루스는 마다가스카르의 어퍼 페름기의 동안 살았던neodiapsid 파충류의 멸종된 도마뱀의 한 속이다. Acerosodontosaurus A.piveteaui의 유일한 종들이 하나의 부분적인 골격의 찌부러진 두개골과 몸과 팔다리의 부분을 포함하여 자연스러운 곰팡이를 원료로 사용하는 것으로 알려져 있다. 이런 화석은 로어 Sakamena의 해저 퇴적물에서 발견되었다. 여러가지의 골격 특성과 함께 이는 아케로소돈토사우루스의 개인들 적어도 청력이 부분적으로 수생이었다를 나타낼 수 있다. 아케로소돈토사우루스는 일반적으로"younginiform", 페름기 diapsids의 가장 기초("원시적인")diapsids 더("고급")diapsids 도출된 궤도에 과거와 도마뱀 같은 오늘날의 파충류의 초기 조상들을 포함한(Petrolacosaurus 같은 araeoscelidians)가 paraphyletic학년의 일부로 여겨져 왔다. 하지만 점수는 내의 위치에 대해서 논란이 되고 있다. 당초 이런 동일한 시대에서 탕가사우루스의 샘풀을 모두 고려했다. 아케로소돈토사우루스는 이후인 1980년과 2009년에는 탕과사우루스과로 묘사되었다. 최근 연구 결과에 따른 가설이 아니라"younginiform", 오히려 pantestudines는 평범한 거북이가 파충류 혈통의 초기 멤버 지원해 왔다. 먹이로는 당대에 서식했던 물고기, 작은 동물, 무척추동물을 주로 잡아먹고 살았을 육식성의 파충류로 추정되는 종이다.

## 생존시기와 서식지와 화석의 발견
아케로소돈토사우루스가 생존하던 시기는 고생대의 페름기로서 지금으로부터 2억 9000만년전~2억 4500만년전에 생존했던 종이다. 생존했던 시기에는 아프리카와 마다가스카르를 중심으로 하는 해변과 산맥으로 이뤄진 열대우림들에서 주로 서식했던 종이다. 화석의 발견은 1980년에 아프리카의 페름기에 형성된 지층에서 아프리카의 고생물학자들에 의해서 처음으로 발견하여 새롭게 명명된 종이다.

## 같이 보기
- 파충류
- 고생대
- 페름기
- 화석